# Gle Kamarian
Gle Kamarian är en kulle i Indonesien.   Den ligger i provinsen Aceh, i den västra delen av landet, 1 800 km nordväst om huvudstaden Jakarta. Toppen på Gle Kamarian är 88 meter över havet.
Terrängen runt Gle Kamarian är platt åt sydväst, men åt nordost är den kuperad. Havet är nära Gle Kamarian åt sydväst.Runt Gle Kamarian är det glesbefolkat, med 18 invånare per kvadratkilometer. Omgivningarna runt Gle Kamarian är en mosaik av jordbruksmark och naturlig växtlighet.